# Strangalia debroizei
Strangalia debroizei är en skalbaggsart som beskrevs av Fortuné Chalumeau och Touroult 2005. Strangalia debroizei ingår i släktet Strangalia och familjen långhorningar.
Artens utbredningsområde är Dominica. Inga underarter finns listade i Catalogue of Life.